# Hartford (Vermont)
Hartford ist eine Town im Windsor County des Bundesstaates Vermont in den Vereinigten Staaten mit 10.686 Einwohnern (laut Volkszählung von 2020).

## Geografie

### Geografische Lage
Hartford liegt in den westlichen Green Mountains am White River, einem Zufluss des Connecticut River. Wichtige Erhebungen sind der Neals Hill (398 m), der Savage Hill (389 m) und der Loveland Hill (374 m). In der Town sind fünf Siedlungskerne zu finden, die politisch und verwaltungstechnisch von der Town abhängig sind: Hartford Village, Quechee, West Hartford, White River Junction und Wilder. Hartford liegt im sogenannten Upper Valley, einer Region in Vermont und New Hampshire entlang des Connecticut.

### Nachbargemeinden
Alle Entfernungen sind als Luftlinien zwischen den offiziellen Koordinaten der Orte aus der Volkszählung 2010 angegeben.
- Norden: Norwich, 7,9 km
- Nordosten: Hanover, New Hampshire, 21,3 km
- Osten: Lebanon, New Hampshire, 15,1 km
- Südosten: Plainfield, New Hampshire, 12,2 km
- Süden: Hartland, 6,5 km
- Südwesten: Woodstock, 18,2 km
- Westen: Pomfret, 14,0 km
- Nordwesten: Sharon, 6,8 km

### Klima
Die mittlere Durchschnittstemperatur in Hartford liegt zwischen −7,8 °C (18 °Fahrenheit) im Januar und 21,1 °C (70 °Fahrenheit) im Juli. Damit ist der Ort gegenüber dem langjährigen Mittel Vermonts um etwa 3 Grad kühler. Die Schneefälle zwischen Oktober und Mai liegen mit mehr als zwei Metern (mit einem Spitzenwert im Januar von etwa 45 cm) fast doppelt so hoch wie die mittlere Schneehöhe in den USA. Die tägliche Sonnenscheindauer liegt am unteren Rand des Wertespektrums der USA.

## Geschichte
Die Gemeinde wurde am 4. Juli 1761 von Gouverneur Benning Wentworth im Zuge der sogenannten New Hampshire Grants als Siedlungsgebiet ausgerufen. Die erste dauerhafte Besiedlung wurde ab etwa 1764 vorgenommen, die erste Gemeindeversammlung fand am 8. März 1768 statt. Das ursprünglich stark landwirtschaftlich geprägte Areal wurde durch die systematische Nutzung der Wasserkraft zu industriellen Zwecken rasch zu einem lokalen industriellen Zentrum mit einer Vielzahl von Mühlen und Manufakturen, die am White River und dem südlicher gelegenen Ottauquechee River lagen. Die Bevölkerung der Town wuchs dementsprechend rasch. Für 1840 sind neben 14 Mühlen und drei Wollwebereien auch 17 Schulen, sechs Ladengeschäfte und drei Tavernen für 2194 Einwohner belegt.
Mit dem Bau der Bahnstrecke Windsor–Burlington wurde Hartford bereits im Juni 1848 an das entstehende Eisenbahnnetz der USA angebunden. Zusätzlich führte eine Nord-Süd-Verbindung entlang des Connecticut River nach Montreal. Am Kreuzungspunkt dieser Strecken und einer zusätzlichen Verbindung über den Fluss durch New Hampshire mit Anschluss an die Metropolen der Ostküste entstand der Kreuzungsbahnhof White River Junction und eine Siedlung, die zwar deutlich weniger Einwohner als Hartfort hatte, durch ihre Funktion als Eisenbahnknotenpunkt aber wesentlich bekannter wurde. Auf der Brücke über den White River nordwestlich von Hartford ereignete sich am frühen Morgen des 5. Februar 1887 der schwerste Eisenbahnunfall in der Geschichte Vermonts mit 37 Toten. 
Der Bahnhof Hartford ist heute aufgegeben, die Strecken entlang des Connecticut und die kreuzende Linie nach Burlington werden aber noch befahren.

### Religionen
In den verschiedenen Hauptsiedlungen sind mehrere Gemeinden der Episkopalkirche, der Methodisten, der United Church of Christ und der Katholiken angesiedelt.

### Einwohnerentwicklung
| Volkszählungsergebnisse – Town of Hartford, Vermont | Volkszählungsergebnisse – Town of Hartford, Vermont | Volkszählungsergebnisse – Town of Hartford, Vermont | Volkszählungsergebnisse – Town of Hartford, Vermont | Volkszählungsergebnisse – Town of Hartford, Vermont | Volkszählungsergebnisse – Town of Hartford, Vermont | Volkszählungsergebnisse – Town of Hartford, Vermont | Volkszählungsergebnisse – Town of Hartford, Vermont | Volkszählungsergebnisse – Town of Hartford, Vermont | Volkszählungsergebnisse – Town of Hartford, Vermont | Volkszählungsergebnisse – Town of Hartford, Vermont |
| Jahr                                                | 1700                                                | 1710                                                | 1720                                                | 1730                                                | 1740                                                | 1750                                                | 1760                                                | 1770                                                | 1780                                                | 1790                                                |
| --------------------------------------------------- | --------------------------------------------------- | --------------------------------------------------- | --------------------------------------------------- | --------------------------------------------------- | --------------------------------------------------- | --------------------------------------------------- | --------------------------------------------------- | --------------------------------------------------- | --------------------------------------------------- | --------------------------------------------------- |
| Einwohner                                           |                                                     |                                                     |                                                     |                                                     |                                                     |                                                     |                                                     |                                                     |                                                     | 988                                                 |
|                                                     |                                                     |                                                     |                                                     |                                                     |                                                     |                                                     |                                                     |                                                     |                                                     |                                                     |
| Jahr                                                | 1800                                                | 1810                                                | 1820                                                | 1830                                                | 1840                                                | 1850                                                | 1860                                                | 1870                                                | 1880                                                | 1890                                                |
| Einwohner                                           | 1494                                                | 1881                                                | 2010                                                | 2044                                                | 2194                                                | 2159                                                | 2396                                                | 2480                                                | 2954                                                | 3740                                                |
|                                                     |                                                     |                                                     |                                                     |                                                     |                                                     |                                                     |                                                     |                                                     |                                                     |                                                     |
| Jahr                                                | 1900                                                | 1910                                                | 1920                                                | 1930                                                | 1940                                                | 1950                                                | 1960                                                | 1970                                                | 1980                                                | 1990                                                |
| Einwohner                                           | 3817                                                | 4179                                                | 4739                                                | 4888                                                | 4978                                                | 5827                                                | 6355                                                | 6477                                                | 7963                                                | 9404                                                |
|                                                     |                                                     |                                                     |                                                     |                                                     |                                                     |                                                     |                                                     |                                                     |                                                     |                                                     |
| Jahr                                                | 2000                                                | 2010                                                | 2020                                                | 2030                                                | 2040                                                | 2050                                                | 2060                                                | 2070                                                | 2080                                                | 2090                                                |
| Einwohner                                           | 10.367                                              | 9.952                                               | 10.686                                              |                                                     |                                                     |                                                     |                                                     |                                                     |                                                     |                                                     |

## Kultur und Sehenswürdigkeiten

### Parks
Im Süden der Town wurde mit dem Quechee State Park ein Landschaftsschutzgebiet mit Zeltplätzen und Freizeitangeboten geschaffen, das seit seiner Entstehung im Jahr 1965 ständig steigende Besucherzahlen verzeichnet.

## Wirtschaft und Infrastruktur
Die Town ist heute neben einem lokalen Zentrum für mittelständische Industrie auch als touristisches Ziel bekannt.

### Verkehr
Die Verkehrsanbindung der Town bestehen seit den 1960er Jahren insbesondere im U.S. Highway 4, der Interstate 89 und der Interstate 91, die alle das Gebiet der Town durchqueren. Südöstlich des Ortes, jenseits des Connecticut River, liegt zudem der Lebanon Municipal Airport in 6,5 km Luftlinie. In White River Junction besteht eine tägliche Personenzuganbindung an die Ostküste durch die Amtrak.

### Medien
Eine lokale Fernsehstation, die WNNE, sendet von Hartford aus. Außerdem senden ein UKW-Sender (WWOD, 104,3 MHz) aus Hartford und zwei aus White River Junction (W232AP, 94,3 MHz und WSSH auf 95,3 MHz) und ein Mittelwellensender (WNHV, 910 Hz), ebenfalls aus White River Junction.

### Öffentliche Einrichtungen
Neben den üblichen städtischen Verwaltungen sind in der Town eine Bibliothek und eine Historische Gesellschaft vorhanden. Das nächstgelegene Krankenhaus findet sich in White River Junction.

### Bildung
Neben der üblichen Grundschule, über die fast alle Towns Vermonts verfügen, sind auch eine Middle School, die Hartford Memorial Middle School, und eine High School, die Hartford High School in der Town vertreten. Eine Berufsschule, das Hartford Area Career & Technology Center, erweitert das Angebot. Das nächstgelegene College liegt in Hanover, New Hampshire; universitäre Abschlüsse sind zum Beispiel in Burlington und Middlebury möglich.

## Persönlichkeiten

### Söhne und Töchter der Stadt
- Ezra C. Gross (1787–1829), Jurist und Politiker; Vertreter des Bundesstaates New York im US-Repräsentantenhaus
- Willis Hall (1779–1856), Politiker, der Vermont State Auditor war
- James Marsh (1794–1842), Philosoph und Präsident der University of Vermont
- Charles W. Porter (1849–1891), Anwalt und Politiker der Vermont Secretary of State war
- Andrew Tracy (1797–1868), Politiker und Vertreter des Bundesstaates New York im US-Repräsentantenhaus
- Horace Wells (1815–1848), Dentist und Pionier der modernen Narkose

### Persönlichkeiten, die vor Ort gewirkt haben
- George Edward Wales (1792–1860), Politiker und des Bundesstaates Vermont im US-Repräsentantenhaus. Wirkte in Hartford als Ratschreiber und Richter am Nachlassgericht
- Samuel E. Pingree (1832–1922), Politiker und Gouverneur Vermonts. Betrieb in Hartford eine Anwaltspraxis
- Sarah Stewart Taylor (* 1971), Schriftstellerin. Lehrte am Center for Cartoon Studies